# بيونيك كوماندو (غيم بوي)
بيونيك كوماندو (بالإنجليزية: Bionic Commando‎؛ باليابانية: バイオニック コマンドー) هي لعبة منصات طورتها ميناكوشي إنجيراينغ ونشرتها كابكوم على منصة غيم بوي، وصدرت في عام 1992.